# Hier kommt Alex
Hier kommt Alex ist ein Lied der Band Die Toten Hosen aus dem Jahr 1988. Es ist der erste Titel des Albums Ein kleines bißchen Horrorschau. Die Musik stammt von Andreas Meurer, der Text von Campino.
Mit Alex ist Alexander Delarge gemeint, der Protagonist in Anthony Burgess’ düsterem Zukunftsroman A Clockwork Orange aus dem Jahr 1962. Das Buch war Vorlage für Stanley Kubricks Film A Clockwork Orange (dt. Titel Uhrwerk Orange) aus dem Jahr 1971. Alex ist Anführer einer gewalttätigen Jugendbande, die jeden Abend Jagd auf wehrlose Bürger macht. Er ist besessen von Ludwig van Beethovens Musik, besonders von der 9. Sinfonie.

## Entstehung
Romanvorlage und Film hatten in der Punkszene, aus der die Band kommt, Kultstatus erreicht. Aus diesem Grund sagten Die Toten Hosen im Frühjahr 1988 Bernd Schadewald zu, die Bühnenmusik für seine Inszenierung von A Clockwork Orange an den Kammerspielen in Bad Godesberg zu schreiben und gleichzeitig als Musiker und Statisten an der Aufführung teilzunehmen. Dafür entstand eine ganze Reihe von Liedern, welche die Band zusammen mit anderen Stücken als das Konzeptalbum Ein kleines bißchen Horrorschau im Spätsommer 1988 auf den Markt brachte.
Die Singleauskopplung Hier kommt Alex wurde häufig im Radio gespielt, erreichte somit eine breite Öffentlichkeit und kam in die deutschsprachigen Charts. Das Album belegte mehrere Wochen lang den 7. Platz in Deutschland und der Schweiz. Dass Hier kommt Alex auf die Setliste für die Theaterinszenierung kam, war ausschließlich dem damaligen Manager der Band Trini Trimpop zu verdanken, der von dem Stück begeistert war. Die Band selbst fand es zu langsam, zu rockig und nicht konform mit Punkmusik. Dennoch bedeutete dieses Lied den finanziellen Durchbruch für Die Toten Hosen. Sie saßen danach auf einem „UEFA-Cup-Platz“, wie die Band es selbst in der Fußballsprache ausdrückt.
Vom spontanen Erfolg der Band waren auch die Veranstaltungen in Bad Godesberg betroffen. Die letzte Vorstellung am Bonner Theaterhaus war am 23. Oktober 1988. Fans belagerten den Eingang des Hauses und versuchten, sich Einlass zur ausverkauften Vorstellung zu verschaffen. Einige drangen durch die Fenster im zweiten Stock des Theaters ein und behinderten dabei die Aufführungen erheblich.

## Musik und Text

Grundthema aus Hier kommt Alex

Vorangestellt ist der Beginn des zweiten Satzes aus Beethovens 9. Sinfonie, gespielt von einem Sinfonieorchester. Das Crescendo der klassischen Sequenz wird überlagert von einem ausgedehnten, immer lauter werdenden und danach langsam verhallenden Schrei, den Andreas von Holst ausführt. Anschließend beginnt eine E-Gitarre in mäßigem Tempo eine einfache Melodie in d-Moll zu spielen, die sich später als Begleitung zum Gesang ständig wiederholt. Das Thema wird am Ende des zugehörigen Konzeptalbums Ein kleines bißchen Horrorschau im Song Bye, bye, Alex erneut aufgegriffen.
Nach einigen Takten setzt Campino ein und singt die erste Strophe:

„In einer Welt, in der man nur noch lebt, damit man täglich roboten geht, ist die größte Aufregung, die es noch gibt, das allabendliche Fernsehbild.“

Dann wird es schlagartig laut und alle Instrumente setzen ein. Auch der Gesang wird aggressiver und erreicht seinen Höhepunkt im Refrain:

„Hey, hier kommt Alex! Vorhang auf – für seine Horrorschau. Hey, hier kommt Alex! Vorhang auf – für ein kleines bißchen Horrorschau.“

Im Text wird anschließend beschrieben, woraus Alex’ Horrorshow besteht:

„Zwanzig gegen einen, bis das Blut zum Vorschein kommt. Ob mit Stöcken oder Steinen, irgendwann platzt jeder Kopf.“

Auch von seiner Gnadenlosigkeit wird berichtet:

„Das nächste Opfer ist schon dran, wenn ihr den lieben Gott noch fragt: ‚Warum hast Du nichts getan, nichts getan?‘“

Bei der Phantasiesprache, in der sich Alex und seine Clique, die „Droogs“ (zu deutsch: Freunde) unterhalten, handelt es sich um das in Burgess’ Roman entwickelte Nadsat, das dem Russischen angelehnt ist. „Roboten“ wird im Lied von „rabota“ (zu deutsch: arbeiten) abgeleitet, „Horrorschau“ entspricht „horror show“, einem Wortspiel mit dem Russischen „choroscho“ (russisch хорошо [xaraˈʃɔ], wiss. Transliteration chorošo) – „gut“.
In der ursprünglichen Version des Songs von 1988 werden die in der Rockmusik üblichen Instrumente eingesetzt. Michael Breitkopf und Andreas von Holst spielen den Rhythmus- und den Melodiepart an der E-Gitarre, Andreas Meurer begleitet am Bass, und Schlagzeuger ist Wolfgang Rohde. Die Melodie wird an manchen Stellen etwas abgewandelt, es gibt jedoch keine improvisierten Soloparts. Um die besondere Akustik des Saales einzufangen, wurde der Titel zusammen mit anderen Stücken des Albums live im Schauspielhaus Bonn eingespielt; jedoch nicht vor Publikum, sondern in der Zeit von 1 Uhr bis 6 Uhr morgens.

## Akustische Version

Grundthema aus Hier kommt Alex – unplugged

2005 wurde der Song für eine Aufführung der Band im Wiener Burgtheater, in der Reihe MTV Unplugged, von dem Düsseldorfer Produzenten Hans Steingen neu arrangiert. Das Lied wurde für akustische Instrumente ausgelegt und einen Halbton tiefer transponiert.
Das Stück beginnt in dieser Version mit den ersten Takten von Beethovens Mondscheinsonate und geht danach in das eigentliche Intro über, beides gespielt von Esther Kim am Klavier. Ein weiterer Gastmusiker ist Raphael Zweifel am Cello. Campino übernimmt den Gesangspart, Vom Ritchie sitzt am Schlagzeug, und die akustischen Gitarren werden von Andreas Meurer, Michael Breitkopf und Andreas von Holst gespielt, wobei letzterer im Refrain mitsingt.

## Veröffentlichungen

### Lied
Hier kommt Alex erschien zunächst 1988 auf dem Album Ein kleines bisschen Horrorschau und wurde kurz darauf als Single ausgekoppelt. Die Single enthält weder die klassische Musik noch den Schrei am Anfang. Das Cover zur Single, gestaltet von Michael Roman, zeigt mehrere zu Grimassen verzerrte Gesichter in schwarz, weiß und rot.
1994 erschien eine englische Fassung des Songs auf dem Album Love, Peace & Money mit dem Titel The Return of Alex. Der Engländer Matt Dangerfield von The Boys war daran beteiligt, den Text in die englische Sprache umzusetzen. Melodie und Intro sind mit der deutschen Single-Fassung identisch. Der englische Text legt jedoch den Schwerpunkt darauf, die Welt zu beschreiben, in der Alex zum brutalen Menschen mutierte. Es wird vor Alex’ Rückkehr und seiner erneuten Horrorschau gewarnt, falls sich an seinem Umfeld nichts ändert.
Die Promosingle The Return of Alex wurde in geringer Stückzahl und ausschließlich für Großbritannien produziert.
Die Toten Hosen spielen den Song Hier kommt Alex auf nahezu jedem ihrer Konzerte. Ein Beispiel hierfür ist auf dem Live-Album Im Auftrag des Herrn von 1996 zu finden. Als akustische Version erschien das Stück auf Nur zu Besuch und auf der Single Hier kommt Alex (unplugged), die beide 2005 auf den Markt kamen. Eine neuere Live-Version des Stückes erschien auf dem Album Machmalauter Live im Jahr 2009, im Jahr 2012 auf der DVD Noches como Estas – Live in Buenos Aires, auf dem Doppelalbum Der Krach der Republik aus dem Jahr 2013 und auf dem Album Das Laune der Natour-Finale aus dem Jahr 2019. Eine rockige Akustikversion, angelehnt an den Stil von ZZ Top, wurde auf dem Album Alles ohne Strom im Jahr 2019 veröffentlicht.

### Musikvideos
Im Video zu Hier kommt Alex von 1988 spielt die Band auf einem Schrotthaufen, in einer leeren Fabrikhalle und auf dem Dach einer Lagerhalle. Zwischendurch werden kurze Ausschnitte vom Theaterstück in Bad Godesberg eingeblendet. Die Filmaufnahmen entstanden in einer halben Stunde auf dem Gelände eines ehemaligen Industriegebietes in Düsseldorf. Dort waren zuvor Abrissbirne und Planierraupe im Einsatz gewesen, weil ein neues Gewerbegebiet entstehen sollte. Für das Video war Walter Knofel beauftragt worden. Die Band kannte ihn seit einer Produktion für die österreichische Fernsehsendung X-Large.
Für The Return of Alex entstand 1994 im Studio des Regisseurs René Eller in Amsterdam ein greller Schwarzweißfilm mit schnell ablaufenden Bildern. Es werden flimmernde Fernsehbildschirme eingeblendet und fremd wirkende Nahaufnahmen der Bandmitglieder gezeigt.

### Coverversionen
Samsas Traum mit ihrem Sänger Alexander Kaschte veröffentlichten 2001 ein Cover des Liedes. Eine weitere Interpretation erschien 2005 auf dem Album Grenzenlos von
Scala & Kolacny Brothers. Der 60-köpfige Mädchenchor singt Hier kommt Alex in einer klassischen Variante. Eine englischsprachige Coverversion des Songs mit dem Titel Here Comes Alex erschien 1993 von den UK Subs auf dem Album Normal Service Resumed. Die Metalcore-Band Callejon veröffentlichte im Januar 2013 eine weitere Version von Hier kommt Alex auf ihrem Album Man spricht deutsch. Im Juni 2020 veröffentlichte die Band Feuerschwanz eine Coverversion auf ihrem Album Das elfte Gebot.
2014 sangen Dennis Kaupp und Jesko Friedrich für das Satiremagazin extra 3 eine Version, die die von Alexander Dobrindt initiierte Pkw-Maut in Deutschland kritisiert.
Die Rechte an Hier kommt Alex hatten die Toten Hosen bereits 1990 an Ralph Siegel übertragen, um als Gegenleistung den Vertrag mit dem Verleger vorzeitig auflösen zu können. Sie hatten sich Ende der 80er Jahre dem Verlag von Siegel wegen eines finanziellen Engpasses auf fünf Jahre verpflichtet.

## Reaktionen
Vor der Veröffentlichung des Songs waren die Toten Hosen lediglich in Insiderkreisen bekannt. Dies änderte sich danach schlagartig. Sie wurden von den Medien als anspruchsvolle Rockmusiker bezeichnet, die sich von der dilettantischen Punkmusik abgesetzt hätten. Dabei war die Musik der Toten Hosen ausschließlich als Überleitung der Szenen in Schadewalds Inszenierung geschrieben worden. Sie sollte den Erzähler aus dem Film von Stanley Kubrick ersetzen. Das Thema und die politische Aussage des Songs waren vorgegeben. Campino äußerte sich dazu im Fachblatt Musikmagazin, Ausgabe Mai 1989: „Der Erfolg der Horrorschau soll bitte nicht als krampfhafte Niveausteigerung verstanden werden. Die Platte spiegelt nur wider, was wir in Bonn im Theater erlebt haben.“ Das Thema selbst hält der Sänger jedoch heute für aktueller denn je: „Die Problematik, um die es in ‚Clockwork Orange‘ geht, kannst du auch heute noch volle Kanne haben: grundlos randalierende Jugendliche.“
Das Lied wurde zum Aushängeschild der Toten Hosen und wurde ständig von den populären Radiostationen gespielt. So erreichte Hier kommt Alex in der Hitparade Top 2000 D den 16. Platz. In dieser gemeinsamen Aktion von SDR 3 und DT64 wählten die Hörer ihre 2000 Lieblingslieder. Alle Titel wurden anschließend über eine Woche lang durchgehend Tag und Nacht, der Reihenfolge nach, über den Äther geschickt. Die Veranstaltung endete am 25. August 1990 mit einer Abschlussfeier auf dem Cannstatter Wasen, die live im Fernsehen übertragen wurde und auf der Die Toten Hosen als Überraschungsgäste auftraten.
Doch nicht jeder stand der Musik der Toten Hosen positiv gegenüber. Als 1988 ein Liveauftritt der Band vor dem Bonner Beethoven-Haus in der Olympia-Videoshow des WDR-Fernsehens weltweit gesendet werden sollte, sabotierten brüskierte Beethovenfans die Übertragung, indem sie zwei Übertragungskabel auseinanderzogen. Danach wurde ein Transparent entrollt mit der Aufschrift: „Wir protestieren gegen diese Geschmacklosigkeit!“
In den 90er Jahren lief Hier kommt Alex häufig in Sportsendungen des deutschen Fernsehens, wenn es um den Trainer Aleksandar Ristić von Fortuna Düsseldorf ging.
Der Künstler Nam June Paik setzte den Song im Jahr 2000 bei einer seiner Ausstellungen im New Yorker Guggenheim Museum ein.
Über den Wert des Songs in der Musiktherapie berichtete der Stern 1993 nach einem Konzert der Toten Hosen in der 5. Psychiatrischen Abteilung des Allgemeinen Krankenhauses Hamburg-Ochsenzoll:

„Als die Hosen anfangen, sitzen die meisten Patienten apathisch auf dem Boden. Skeptisch gucken sie zu, wie die Gitarristen Breiti und Kuddel in die Saiten greifen, Andi den Bass zupft, Wölli auf die Felle haut und Campino sich die Seele aus dem Leib schreit. Nur durch eine weiße Linie auf dem Boden sind sie von der Band getrennt, doch die Barriere scheint unüberwindbar. Bis Campino den Raum verläßt und auf dem Flur ihr Lied aus dem Theaterstück ‚Clockwork Orange‘ weiter singt: ‚Hey, hey, hey, hier kommt Alex.‘ Einen Moment lang sind all die Psychosen und Neurosen vergessen, überwinden Patienten und Punks ihre Berührungsängste. Für Oberarzt Birger Dulz, 41, ein nicht zu unterschätzender therapeutischer Effekt. Wie gute Freunde werden die Toten Hosen am Ende von den Patienten verabschiedet. ‚Wollt ihr nicht‘, fragt einer der Ochsenzoller, ‚in unserer Wutgruppe einchecken?‘“

Am 3. Oktober 2007 stimmten die Hörer von WDR2 in der Sendung WDR 200 über „das beste Album aller Zeiten“ ab und wählten daraus ihre Lieblingstitel. Hier kommt Alex erreichte Platz 75. In den USA wurde der Song 2007 als Bonustrack des Computerspiels Guitar Hero III: Legends of Rock aufgenommen.